# Codename: Kids Next Door – Operation: V.I.D.E.O.G.A.M.E.
Codename: Kids Next Door - Operation: V.I.D.E.O.G.A.M.E. (Villains In Detention Escape Outpost Growing Amalgamation Mega Enormously) es un juego de plataformas de 2005 desarrollado por High Voltage Software y publicado por Global Star Software para GameCube, Xbox y PlayStation 2. El juego está basado en la serie de televisión animada estadounidense Codename: Kids Next Door, que se emitió de 2002 a 2008 en Cartoon Network.
Operation: V.I.D.E.O.G.A.M.E. es uno de los dos únicos videojuegos basados exclusivamente en Codename: Kids Next Door. El otro, Operation: S.O.D.A., es un juego de plataformas en 2D desarrollado por Vicarious Visions para Game Boy Advance.

## Trama
El Sector V de KND está jugando a un videojuego, cuando aparece el Toilenator, y ata a todo el mundo excepto a Número 1, que estaba demasiado distraído con un nuevo casco simulador que Número 2 había diseñado.
Después de que Número 1 lo derrota y libera al equipo, le informan que el Toilenator era, de hecho, real, justo cuando Número 86 llama para decirle a todos que los mayores enemigos de la organización han escapado de la Prisión de la Base Ártica y ordena al Sector V que recapture a los villanos y los traslade a la Base Lunar.
Primero en la lista está Gramma Stuffum, quien se ha apoderado de la tienda de donas Sprinkle Puff. Después de derrotarla, Número 1 recibe una llamada de Número 4 que le informa que la casa del árbol está cubierta de mocos. Mientras tanto, alguien roba el núcleo del motor del Chuck Wagon.
Al regresar a la casa del árbol, Número 5 libera a Número 4. El Resfriado Común presenta su avión Snot Bomber. Número 2 aparece y derrota al Resfriado Común. Después, la misma persona misteriosa aparece en una mochila propulsora y toma el núcleo de energía del Snot Bomber, lo que hace que caiga al suelo.
Número 4 abandona brevemente la casa del árbol y, mientras tanto, el Conde Spankulot irrumpe y convierte a los otros miembros de KND en vampiros. Número 4 regresa y ayuda al resto del equipo a recuperarse. Una vez que KND vuelve a la normalidad, deciden atrapar a todos los hámsteres para devolverle la energía a la casa del árbol. Desafortunadamente, su reciente pelea los ha cansado a todos excepto a Número 3, que piensa que esta misión es un juego, por lo que se le asigna la tarea de traer de regreso a todos los hámsteres a la casa del árbol y reiniciar el núcleo de energía. Una vez que Número 3 enciende la casa del árbol, Número 1 se va en busca del Conde Spankulot personalmente y recorre el vecindario liberando niños, derrotando a los secuaces del Conde y, finalmente, se enfrenta al villano en la Torre del Reloj de la Escuela.
Después de la derrota del Conde Spankulot, Número 86 informa que el Sector P ha visto a Stickybeard y su barco en la costa de Dakota del Sur. Número 2 dispara el T.A.R.P.O.O.N. al barco de Stickybeard y Número 5 se desliza por la cuerda del T.A.R.P.O.O.N. hasta el barco. Después de que Número 5 derrota a Stickybeard, se revela que la persona misteriosa es la hermana mayor de Número 5, Cree, quien luego procede a atraparla debajo de Stickybeard, toma su pata de palo de bastón de caramelo y se va.
Más tarde esa noche, Número 86 informa al Sector V que Knightbrace está recolectando luciérnagas. Número 3 se ofrece como voluntaria para buscar luciérnagas en el vecindario para detener a Knightbrace. Después de encontrar y hacerse amiga de una de las luciérnagas, la convence a ella y a las demás para que la lleven a la Torre del Reloj de la Escuela, donde se encuentran retenidas las demás. Las luciérnagas, agradecidas por haber sido liberadas, ayudan a KND a encontrar la ubicación de la guarida de Knightbrace, donde Número 1 derrota a Knightbrace. Número 4 descubre que el Toilenator ha regresado para intentar inundar la Casa del Árbol con aguas residuales (como intentó hacer al principio del juego). Cuando Número 4 finalmente gana, el Toilenator es enviado al C.O.O.L.B.U.S. con los otros villanos.
El KND comienza a despegar después de haber revisado a los villanos. Con todos contabilizados, despegan hacia la luna en el C.O.O.L.B.U.S., solo para ser recibidos por la Mega-Mansión del DCFDTL, que lanza un rayo que fusiona a los villanos en un monstruo gigante. En un acto desesperado, el Sector V y Número 86 activan el T.R.E.E.H.E.M.O.T.H. y derrotan al monstruo. Más tarde, en la Base Lunar, el Sector V recibe medallas de celebración de parte de Número 86. Inmediatamente después, se revela que la aventura es solo un juego que el Sector V estaba jugando. Número 1 le recuerda al equipo que deben estar preparados para cualquier cosa. Mientras dice esto, el Toilenator llega a la Casa del Árbol tal como al principio, lo que sugiere que los eventos del juego se repetirán en la realidad.

## Recepción
Operation: V.I.D.E.O.G.A.M.E. recibió calificaciones generalmente mixtas, con las versiones de Gamecube y Xbox teniendo mejor recepción en general que la versión de PS2. IGN lo calificó con un 4 de 10 criticando sus malos ángulos de cámara y controles poco confiables.